# Лунин, Николай Иванович
Никола́й Ива́нович Лу́нин (20 января (1 февраля) 1853, Дерпт, Лифляндская губерния, Российская империя — 18 июня 1937, Ленинград, СССР) — действительный статский советник, доктор медицины, российский и советский педиатр, четвёртый главный врач детской больницы принца Петра Ольденбургского в Санкт-Петербурге, председатель Санкт-Петербургского Общества детских врачей, автор учения о витаминах. Русский, сменил православное вероисповедание в 1887 г. (при вступлении в брак) на евангелическо-лютеранское. Зять ботаника, академика Карла Ивановича Максимо́вича.

## Биография
Родился 20 января (1 февраля) 1853 года в семье дерптского педагога и лексикографа Ивана Лунина, автора первого эстонско-русского словаря и переводов православных книг на эстонский язык и его жены Анны (урождённая Бакалдина).
После окончания в 1873 году Дерптской гимназии поступил на медицинский факультет Дерптского университета. После окончания университета в 1878 году для «дальнейшего совершенствования» он был оставлен при кафедре физиологии. Сначала в течение года стажировался в университетских клиниках Берлина, Парижа, Вены и Страсбурга. Затем, вернувшись в Дерпт, под руководством доктора химии — в те годы ещё доцента — Густава Бунге Лунин выполнил своё знаменитое экспериментальное диссертационное исследование, обессмертившее его имя, которое назвал: «Ueber die Bedeutung der anorganischen Salze für die Ernährung des Thieres» («О значении неорганических солей для питания животных»).
Н. И. Лунин взял две группы мышей. Одну кормил натуральным коровьим молоком, а другую — смесью белков, жиров, углеводов и минеральных солей, по составу и в соотношениях полностью соответствовавших коровьему молоку. Вся вторая группа мышей вскоре погибла, что позволило Николаю Ивановичу высказать соображение о содержании в молоке (как, впрочем, и любой другой пище) неизвестных, но необходимых для жизни веществ в крайне малых количествах, которые он условно и назвал «неорганическими солями»:

«… если, как вышеупомянутые опыты учат, невозможно обеспечить жизнь белками, жирами, сахаром, солями и водой, то из этого следует, что в молоке, помимо казеина, жира, молочного сахара и солей, содержатся ещё другие вещества, незаменимые для питания. Представляет большой интерес исследовать эти вещества и изучить их значение для питания».
Учёный совет университета во время защиты в 1880 году высказался весьма скептически о значении диссертации Н. И. Лунина. Даже его научный руководитель Г. Бунге отнесся к идее своего ученика с большим сомнением. Тем не менее Н. И. Лунин получил искомую учёную степень доктора медицины и продолжил службу врачом по министерству государственных имуществ Дерпт-Верроского округа.

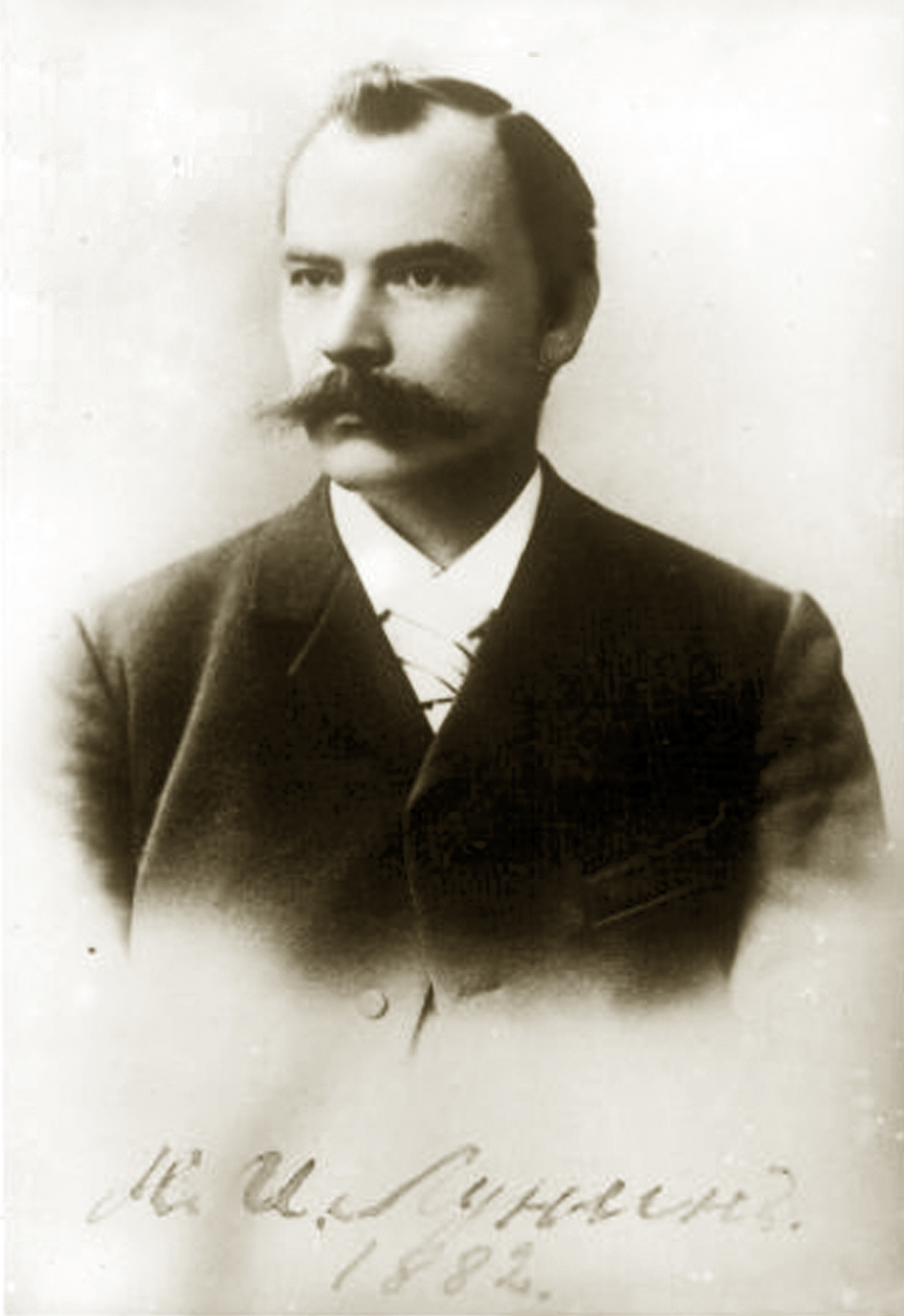

В 1882 году Н. И. Лунин переехал в Санкт-Петербург и в течение трёх лет работал врачом в детской больницы принца Ольденбургского (с 1919 года — больница им. К. А. Раухфуса). В 1885 году в Клиническом институте Великой княгини Елены Павловны для научно-практического совершенствования врачей был образован курс детских болезней который возглавил профессор Владимир Николаевич Рейтц. Он пригласил к себе Лунина, который оказался одним из первых преподавателей курса, преобразованного впоследствии во вторую в Санкт-Петербурге кафедру детских болезней.
В 1897 году Лунин покинул курс, перейдя в Елизаветинскую больницу для малолетних детей и одновременно возглавив Николаевский детский приют на Тверской ул., д 6. В том же году Николай Иванович занялся активной общественной деятельностью. Он вошёл в состав Собственной Его Императорского Величества канцелярии по учреждениям императрицы Марии (отделение по учреждению институтов императрицы Марии), состоял членом Общества немецких врачей, Общества детских врачей, где председательствовал в период с 1914 по 1920 гг., Русского географического общества.
Был произведён в чин действительного статского советника 28 марта 1904 года.
Перед началом Первой мировой войны Н. И. Лунин был вновь приглашён, на этот раз уже старшим врачом в детскую больницу принца Ольденбургского. Имел награды: орден Св. Станислава 1-й ст. (1907), орден Св. Владимира 3-й ст. (1906), орден Св. Анны 3-й ст. (1888).
В 1919 году, после смерти главного врача Юлия Петровича Серка он возглавил больницу, которая при нём и получила имя её основателя К. А. Раухфуса. В 1925, оставив административный пост, долго работал ведущим консультантом стационара по педиатрии и «горловым, носовым и ушным» заболеваниям.

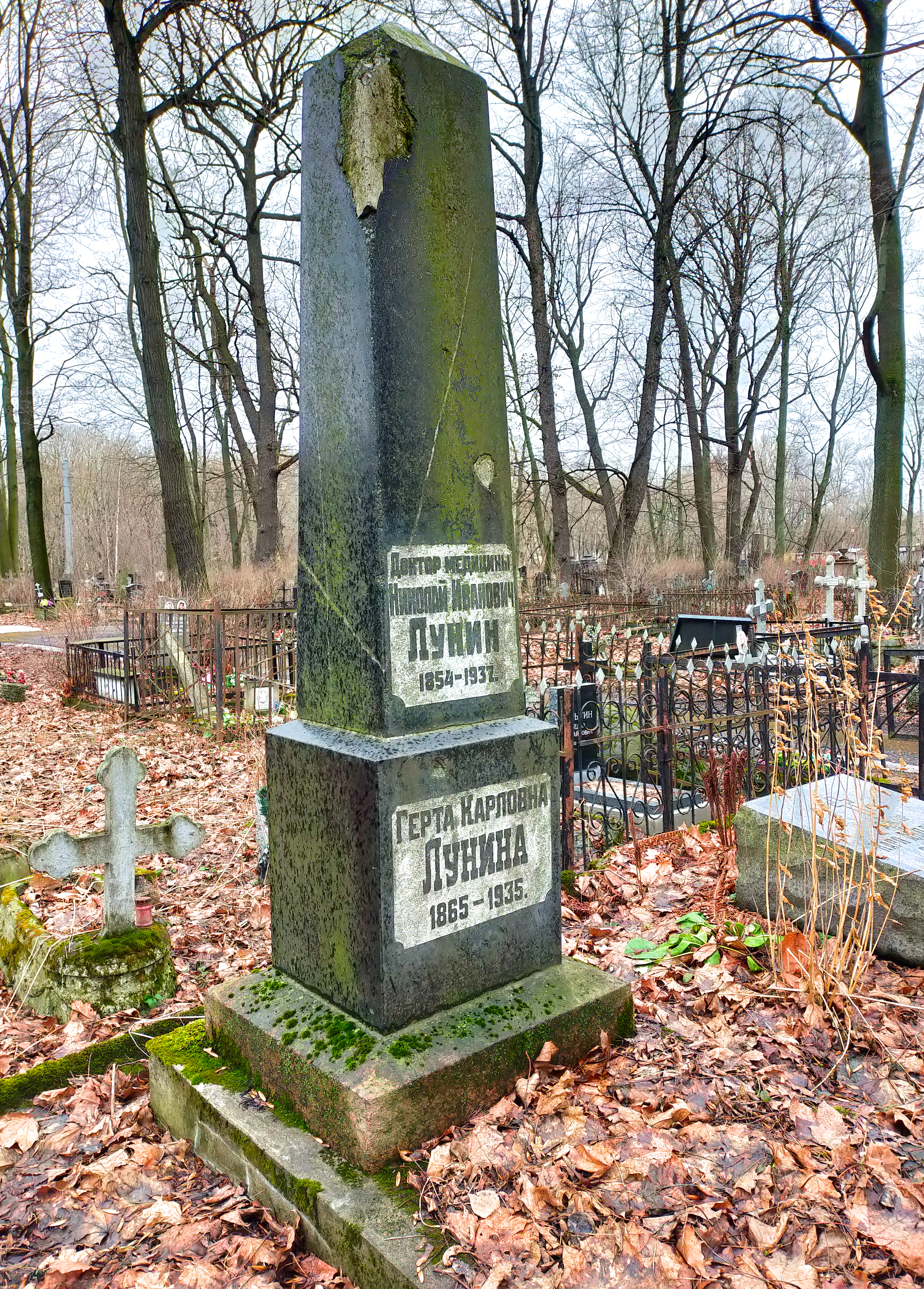
Могила Н. И. Лунина. Справа плита — могила К. А. Раухфуса (участок в ближнем правом углу кладбища; 59°54′5″ с. ш., 30°21′52″ в. д.)

В 1934 году Лунин стал персональным пенсионером.
Скончался 18 июня 1937 года. Похоронен на Волковском лютеранском кладбище (XII уч., южная сторона Дибичевой дорожки) рядом с женой, умершей двумя годами ранее, и своим учителем К. А. Раухфусом. Жена — Герта (Герда) Карловна (1865—1935), дочь ботаника, академика Карла Ивановича Максимо́вича.

## Адреса в Петербурге
- 1895—1909 гг.: Знаменская ул., д. 26;
- 1911—1918 гг.: Кузнечный пер., д. 13;
- С 1918 г.: Лиговская ул., д. 8 (квартира в здании больницы им. К. А. Раухфуса).

## Память
Память о Николае Ивановиче Лунине сохраняется только в Эстонии. Его именем в родном Тарту названы ул. Николая Лунина и пер. Николая Лунина. Продолжением улицы Николая Лунина является ул. Витамийни, названная в честь открытия им витаминов.

## Факты
- В 1881 году диссертационная работа Н. И. Лунина была опубликована в иностранной печати. Сразу несколько учёных попробовали повторить его опыт, но не нашли никаких отклонений в здоровье мышей, выкармливаемых «лунинским составом». Позже стало известно, что Н. И. Лунин использовал тростниковый сахар, о чём не указал в своей работе. Его последователи использовали молочный сахар дурной очистки, который, как оказалось, содержал витамин В, что и спасло мышей. На многие годы тема была забыта, и даже сам автор больше не возвращался к ней. Только в 20-х годах XX века этой проблемой занялся Фредерик Гоуленд Хопкинс, который в 1929 году «За открытие витаминов, стимулирующих процессы роста» получил Нобелевскую премию. В своей благодарственной речи во время церемонии вручения премии он отметил заслуги Лунина, но приоритет оставил за собой[12].
- Когда в 1932 году в Ленинграде проходила 1-я Всесоюзная конференция по витаминам, организаторы не пригласили Лунина[13]. На сайте родной больницы им. К. А. Раухфуса Н. И. Лунин упоминается лишь в контексте того, что был одним из её главных врачей[14].

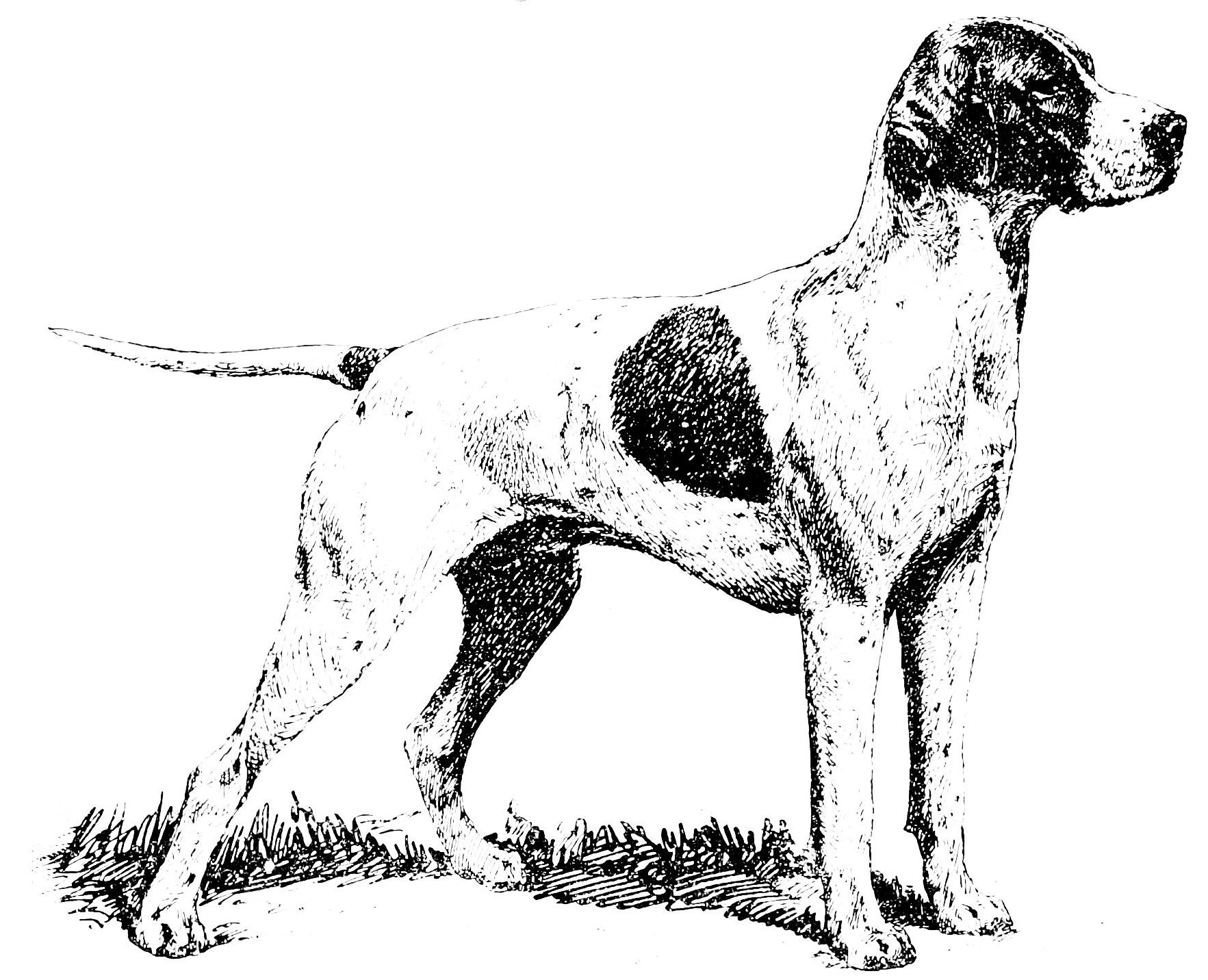
Пойнтер

- Широкую известность и авторитет Н. И. Лунин приобрел как врач-педиатр и талантливый клиницист. В 1929 году журнал «Педиатрия» посвятил 50-летнему юбилею врачебной, общественной, научной и преподавательской деятельности Н. И. Лунина отдельный номер, целиком составленный из статей его коллег и учеников[15].
- В течение нескольких десятилетий занимался разведением и совершенствованием собак породы «Пойнтер». Пользуясь своим личным методом отбора, воспитания и скрещивания, он получил Пойнтера «лунинского типа», который соединил в себе прекрасный экстерьер с высокими полевыми качествами. Долгие годы Н. И. Лунин был бессменным председателем сектора Пойнтеров в клубе собаководов[16].

## Некоторые печатные работы
Н. И. Лунин является автором более 40 научных работ по педиатрии и ЛОР-болезням.
- Lunin N. Über die Bedeutung der anorganischen Salze für die Ernährung des Thieres : Inaugural-Dissertation zur Erlangung des Grades eines Doctors der Medicin / verfasst und mit Bewilligung Einer Hochverordneten Medicinischen Facultät der Kaiserlichen Universität zu Dorpat zur öffentlichen Vertheidigung bestimmt von N. Lunin. — Dorpat: H. Laakmann, 1880.
- Лунин Н. И. К вопросу о лечении противу-дифтеритной сывороткой /(Из Елизавет. клин. детск. больницы). — СПб.: тип. М.М. Стасюлевича, 1895. — 14 с.
- Лунин Н. И. Paracentesis pericardii у 6-летнего мальчика / Читано в Обществе детских врачей 5 ноября 1897 г. — СПб.: тип. М.М. Стасюлевича, 1898. — 6 с. — (Из Елизаветинской детской больницы).
- Лунин Н. И. Syphilis hereditaria pancreatis / Читано в Обществе детских врачей 22 декабря 1899 г. — СПб.: тип. М.М. Стасюлевича, 1900. — 14 с. — (Из Елизаветинской детской больницы).
- Лунин Н. И. К вопросу о лечении и статистике дифтерита / Из дет. больницы принца П. Ольденбургского. — СПб.: тип. Я. Трея, 1884. — 35 с.
- Лунин Н. И. О кровотечениях вслед за удалением носоглоточной железы / Читано в Обществе детских врачей 10 октября 1901 г. — СПб.: тип. М.М. Стасюлевича, 1901. — 17 с.
- Лунин Н. И. Оперативное вмешательство при дифтеритном крупе / Сборник детских болезней /Под ред. М.Л.Абельмана (Ленинград), проф. А.А.Киселя (Москва), проф. М.С.Маслова [и др.]. — Л.: О-во дет. врачей в Ленинграде, 1925. — 64 с.

Ему также принадлежат многочисленные доклады на заседаниях Общества детских врачей:
| О влиянии различных антипиретических способов лечения брюшного тифа (совместно с Мейер и др.) | 10.03.1889 | Два случая злокачественной опухоли носоглотки         | 21.12.1894 |
| Препарат гортани с изъязвлениями от трахеотомической трубки (дем.)                            | 21.09.1896 | Paracentesis pericardii                               | 05.11.1897 |
| Наследственный сифилис поджелудочной железы                                                   | 26.12.1898 | О кровотечении вслед за удалением носоглоточных желез | 10.10.1901 |
| Случай врожденного порока (дем.)                                                              | 09.03.1904 | Об островках Ленгерханса и их отношении к диабету     | 15.02.1906 |
| Typhus diagnosticum Ficker’а (дем.)                                                           | 08.03.1906 | Обзор деятельности Общества за 25 лет                 | 28.11.1910 |
| Наблюдения над Гейне-Мединовской болезнью                                                     | 11.09.1911 | Что нам делать с Bacilltnträger’ами                   | 12.12.1912 |
| Иммунизация при дифтерии                                                                      | 12.12.1923 | О хирургическом вмешательстве при дифтерическом крупе | 1925       |
| Очерк деятельности Общества за 40 лет                                                         | 09.12.1925 | О значении кожной реакции для иммунитета скарлатины   | 26.12.1928 |